# タンジャーヴール・マラーター宮殿

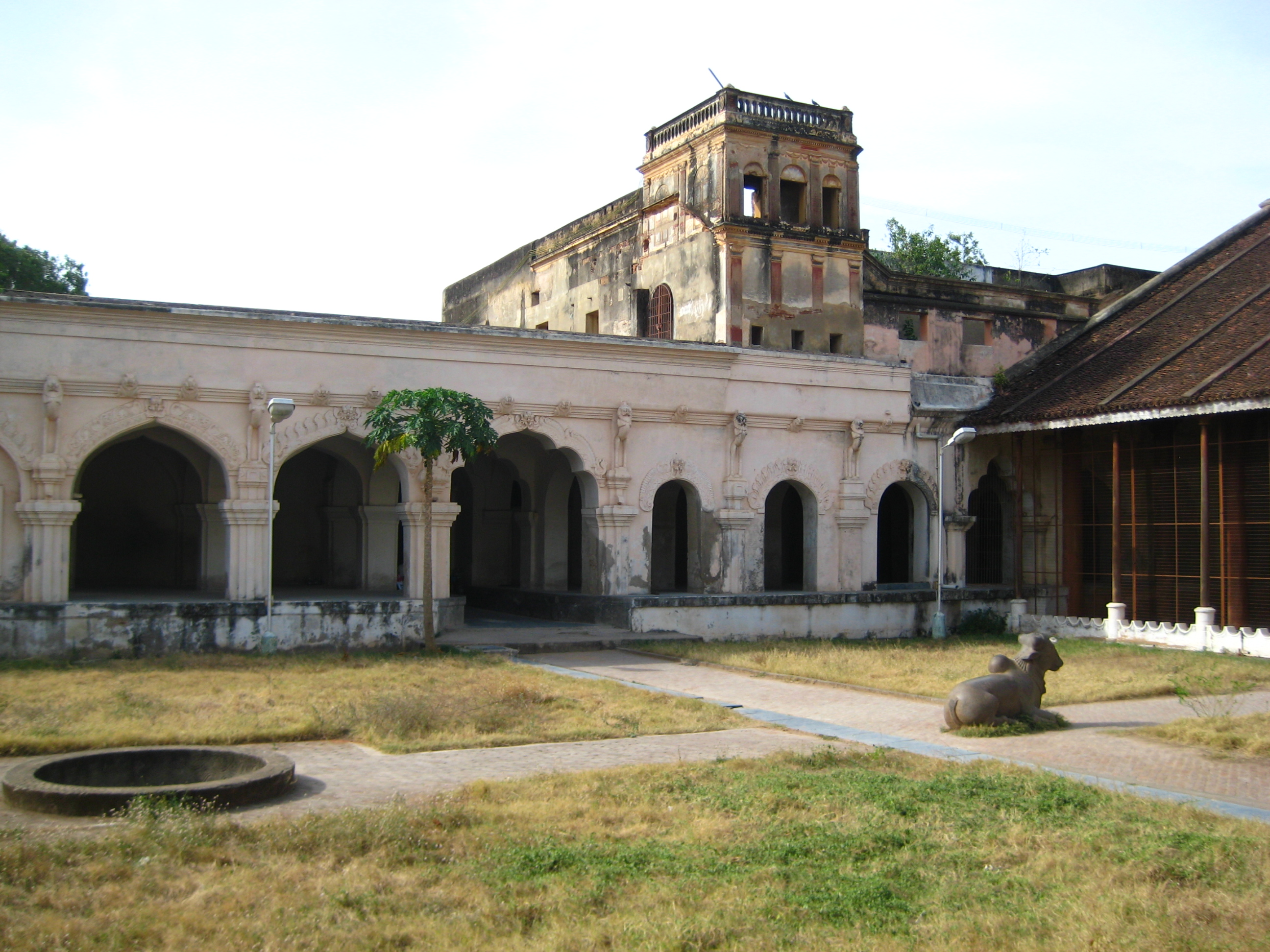
タンジャーヴール・マラーター宮殿（2008年）

タンジャーヴール・マラーター宮殿（タンジャーヴール・マラーターきゅうでん、英語：Thanjavur Maratha Palace）は、インドのタミル・ナードゥ州、タンジャーヴール県の都市タンジャーヴールに存在する宮殿。宮城でもあり、タンジャーヴール城とも呼ばれる。

## 歴史
もともとはタンジャーヴール・ナーヤカ朝の宮殿だった。
1775年、ヴィヤンコージーによってタンジャーヴール・マラーター王国が建国されると、その王城となった。
1855年、王国がイギリスにより併合されると、王城としての役目を終えた。